# Base de Michler
La base de Michler ou 4,4′-méthylènebis(N,N-diméthylaniline) (MDMA) est un composé aromatique de formule C17H22N2, appartenant à la famille des diphénylméthanes et à celle des aminobenzènes. Elle doit son nom au chimiste allemand Wilhelm Michler (1846-1889) qui l'a découverte et synthétisée.

## Propriétés
La base de Michler est un solide blanc à blanc-bleuâtre, à l'odeur caractéristique. Elle est combustible mais difficilement inflammable (point d'éclair de 178 °C), et pratiquement insoluble dans l'eau.

## Synthèse
Il existe plusieurs méthodes de synthèse de la base de Michler, la plupart à partir de la diméthylaniline :
- réaction de la diméthylaniline avec le formaldéhyde en présence d'acide chlorhydrique concentré[5] ;
- réaction entre la diméthylaniline et le peroxyde de diacétyle[5] ;
- réaction entre la diméthylaniline et le perbenzoate de tert-butyle[5] ;
- oxydation anodique de la diméthylaniline[6].

## Utilisations
La base de Michler est un intermédiaire dans la synthèse de colorants, par exemple l'auramine O. C'est également un réactif permettant de détecter le plomb, et elle peut être utilisée pour le dosage qualitatif des cyanogènes. Elle a notamment été utilisée pour contrôler la production de cyanure d'hydrogène (HCN) par des bactéries.
La base de Michler est un composant du papier de Feigl-Anger, permettant de visualiser les dégagement de HCN.